# Nistatină
Nistatina este un antifungic din clasa macrolidelor polienice, fiind utilizat în tratamentul unor infecții fungice, cele mai importante fiind candidozele orale, esofagiene și cutanate.  Căile de administrare disponibile sunt orală și cutanată.
Se află pe lista medicamentelor esențiale ale Organizației Mondiale a Sănătății.